# Centre des expositions de Nevers
Pour les articles homonymes, voir Centre des expositions.
Le centre des expositions de Nevers se situe dans la Nièvre, dans la région Bourgogne-Franche-Comté.

## Localisation
Le centre des expositions est un ouvrage situé à Nevers, en France.
Il est plus communément nommé "Centre expo de Nevers".
Adresse : rue Amiral Jacquinot

## Histoire
Achevée en 1969, La Maison de la Culture a connu des travaux en 1995.

## Expositions
Situé dans le quartier de "La Baratte", près du Stade Léo Lagrange, cet ensemble reçoit les plus grandes expositions de Nevers, et notamment la Foire Exposition annuelle.

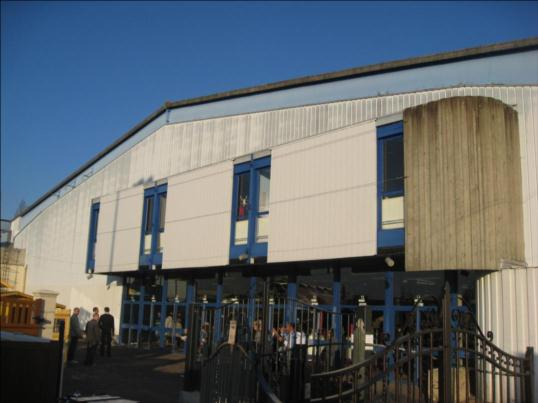
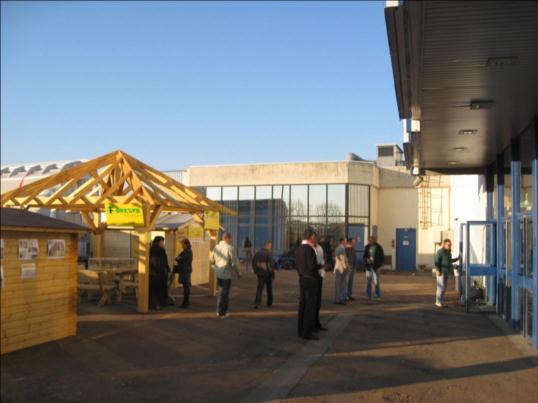
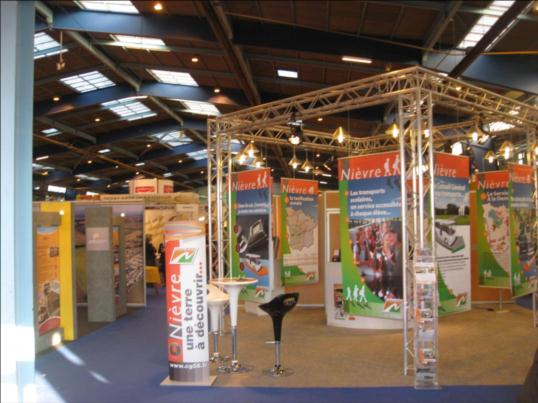
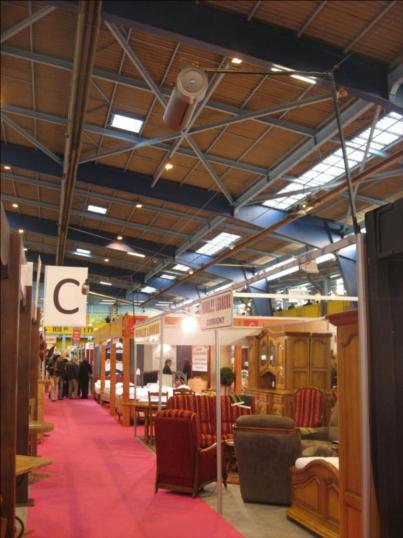
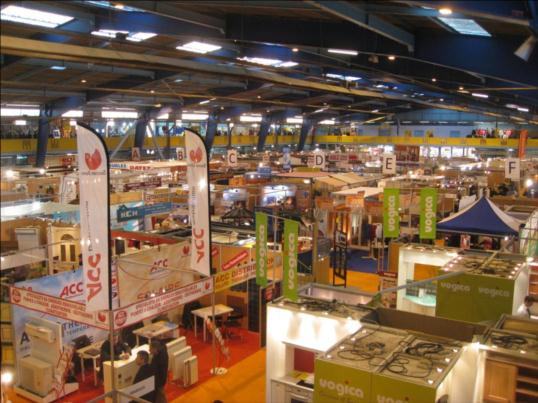
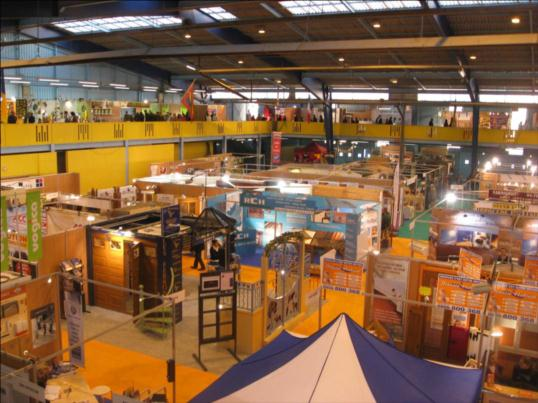
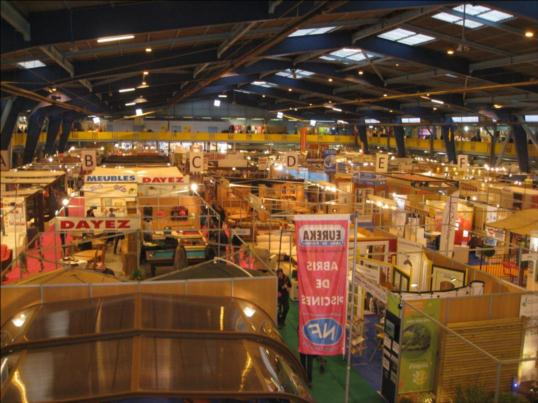
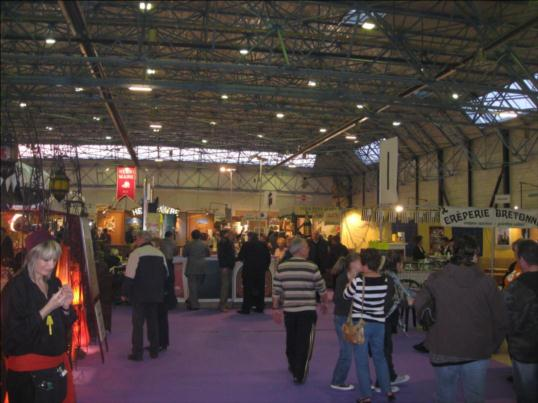
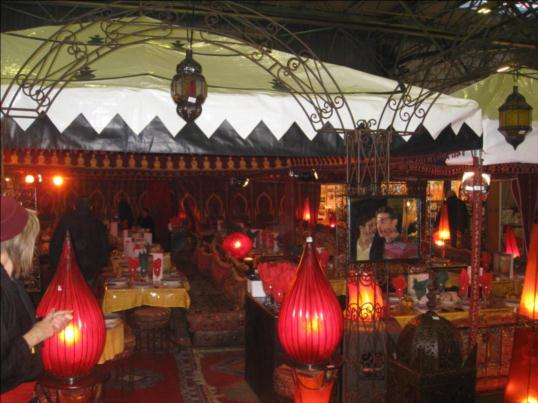